# Clara Crocodilo
Clara Crocodilo é o primeiro álbum do compositor brasileiro Arrigo Barnabé, acompanhado da banda Sabor de Veneno e lançado em 1980. O lançamento do disco causou impacto na música popular brasileira, e rendeu-lhe elogios da crítica, que passou a considerar o compositor como "a maior novidade surgida na música brasileira desde a Tropicália". Clara Crocodilo também é considerado o marco inicial da chamada Vanguarda Paulista, cena musical que teve como expoentes, além de Arrigo Barnabé, nomes como Itamar Assumpção e Tetê Espíndola, além de grupos como Premeditando o Breque, Língua de Trapo e Rumo. Em 2007, na eleição da lista dos 100 maiores discos da música brasileira feita pela Rolling Stone Brasil, o disco apareceu como 51.º colocado. É considerado pelo próprio Arrigo Barnabé como seu trabalho mais consistente do ponto de vista musical.
A princípio, o disco seria lançado pela gravadora Polygram, dentro da série "Música Popular Brasileira Contemporânea", dedicada a divulgação de novos artistas, mas devido a atritos entre o compositor e a gravadora, Arrigo teve de optar pela produção independente, que foi realizada entre julho e setembro de 1980 no Nosso Estúdio de São Paulo, tendo Robinson Borba como produtor. O lançamento foi feito em 15 de novembro deste mesmo ano na Faculdade de Arquitetura e Urbanismo da USP, mas a Divisão de Censura e Diversões Públicas do DOPS só liberou a comercialização do disco na última semana de dezembro.
Musicalmente, Clara Crocodilo caracteriza-se pelo uso de serialismos, especialmente o dodecafonismo, além do atonalismo livre, o que fez com que Arrigo Barnabé fosse apontado como o primeiro compositor popular a utilizar sistematicamente técnicas seriais em suas composições. As letras do disco discorrem sobre a vida neurótica e degradante nas metrópoles contemporâneas brasileiras, com enfoque na contracultura marginal paulistana, emergindo em um texto poético assumidamente influenciado pelas histórias em quadrinhos. A Rolling Stone Brasil classificou o disco como uma "ópera pop" cujo pano de fundo é a vida degradada nas cidades.

## Antecedentes
Nascido em Londrina, Paraná, no dia 14 de setembro de 1951, Arrigo Barnabé veio de uma família de classe média, sendo seu pai escrivão e sua mãe, dona de casa. De formação católica, freqüentou o Colégio dos Irmãos Maristas, e durante cinco anos foi aluno do Conservatório Musical Filadélfia, também em Londrina, onde cursou disciplinas teóricas e piano.
Durante a adolescência, fez parte de um círculo de amigos onde eram discutidos os mais variados assuntos, desde matemática até astrologia, ocultismo e música; deste círculo faziam parte Mário Lúcio Cortes, Robinson Borba, Paulo Barnabé (seu irmão caçula, que formaria mais tarde o grupo Patife Band) e Antônio Carlos Tonelli, todos futuros colaboradores de Clara Crocodilo. Aos dezesseis anos, Arrigo mudou-se para Curitiba onde fez o curso pré-vestibular. Nesta época, fascinou-se com as obras de Platão, Swami Vivekananda, Kafka, Hermann Hesse, Freud, afastando-se definitivamente do catolicismo. Nos frequentes retornos a Londrina, conheceu, naquele mesmo círculo de amigos, obras de Stravinsky, Bartók, Stockhausen e Luigi Nono. Neste contexto fez suas primeiras composições experimentais.
Arrigo mudou-se para São Paulo em 1970, onde cursou um ano de arquitetura na Faculdade de Arquitetura e Urbanismo da USP. Foi neste período que o compositor começou a se interessar por histórias em quadrinhos, quando visitou uma exposição no Museu de Arte de São Paulo levado pelo cartunista Luiz Gê, futuro ilustrador da capa de Clara Crocodilo. As histórias em quadrinhos tornaram-se, para o compositor, ponto de referência estética e fonte de inspiração de várias personagens de suas canções.
Em 1971, Arrigo participou do Festival de Inverno de Ouro Preto, onde teve aulas de piano com Eduardo Hazan. Nesta ocasião conheceu Ernest Widmer e Walter Smetack,  fez parte da montagem da missa Orbis Factor, de Aylton Escobar, fato que o marcou consideravelmente. Em 1974, já tendo composto as canções Clara Crocodilo e Sabor de Veneno, ingressou no curso de música do Departamento de Música da Escola de Comunicação e Artes da USP, onde estudou composição com Willy Correa de Oliveira e piano com Caio Pagano. No ano seguinte, montou o conjunto Navalha, integrado por Antônio Carlos Tonelli (baixo-elétrico), Itamar Assumpção (voz e guitarra) e Paulo Barnabé (bateria), antecipando a formação do grupo que gravaria Clara Crocodilo. Em 1979, abandonou o curso de música da ECA-USP, onde, segundo afirmara, teria sido desestimulado a compor e tocar. Com vistas ao Festival Universitário da Canção da TV Cultura de São Paulo de 1979, Arrigo montou a banda Sabor de Veneno. Interpretando a canção Diversões Eletrônicas, Arrigo e sua banda venceram o festival, que foi sucedido por diversas apresentações de seu grupo pelo país.

## Gravação e produção
Fazer de "Clara Crocodilo" uma produção independente não foi um gesto deliberado de rebeldia ou de "resistência cultural" por parte de Arrigo Barnabé, como chegou a se pensar na época. O LP seria originalmente lançado pela gravadora Polygram como parte da série Música Popular Brasileira Contemporânea, dedicada a artistas novos. Todavia, devido a atritos entre o músico e a gravadora, ele teve de optar pela produção independente, que foi realizada entre julho e setembro de 1980 no Nosso Estúdio de São Paulo, tendo por produtor Robinson Borba. O lançamento foi feito em 15 de novembro deste mesmo ano na Faculdade de Arquitetura e Urbanismo da USP, mas o Departamento Federal de Censura só liberou a comercialização na última semana de dezembro.
Ao lado de Barnabé, também despontaram nesta época a cantora Tetê Espíndola e o cantor/instrumentista Itamar Assumpção. Juntamente com os grupos musicais Premeditando o Breque, Língua de Trapo e Rumo, compuseram o que a imprensa logo denominaria como "Vanguarda Paulista", algo definido pela jornalista Marília Pacheco Fiorillo como um movimento "um tanto insolente, pouco afeito à utilização da música como jingle ideológico ou sentimental, de compenetrada formação musical e impecável senso do absurdo".
Saudado pela crítica especializada como o porta-voz da "terceira revolução" da MPB (depois da bossa nova e do tropicalismo), Barnabé encarnou o papel e declarou em 1981 "que depois do Tropicalismo o que tinha de acontecer é o atonalismo na música popular, que tinha de pintar uma coisa atonal. Isso porque os caras tinham chegado num ponto, mas não tinham rompido com a linguagem atonal, não tinha uma coisa organizada" (DIAS, 1981, p. 9). Quase vinte anos mais tarde, não tendo sua previsão histórica sido cumprida, ele revelaria que "até forçava a barra, citando caras da velha-guarda como Orestes Barbosa nos shows, mas na verdade não tinha nada a ver com MPB".
A falta de interesse das gravadoras comerciais no trabalho dos "independentes" justificava-se pelo caráter "vanguardista", erudito (e pouco comercial) do trabalho desenvolvido pelos mesmos. "Clara Crocodilo", embora tenha sido responsável pela introdução da música atonal e do dodecafonismo no universo musical brasileiro, recebido inúmeras críticas favoráveis dentro e fora do país e se tornado referência entre os "descolados", jamais foi o que se poderia chamar de grande sucesso popular. Quando poucos anos depois as gravadoras finalmente começaram a investir maciçamente nos "independentes", na primeira metade da década de 1980, os escolhidos não faziam parte dos vanguardistas herméticos liderados por Arrigo Barnabé, mas sim do rock brasileiro, mais palatável para o gosto das massas e rentável para os investidores.

## Faixas
Sobre as faixas de "Clara Crocodilo", segundo Cavazotti (2000, p. 8), "exceto em Instante, o compositor discorre com crueza e realismo sobre a vida neurótica e desumanizante nas metrópoles contemporâneas brasileiras. O enfoque da contracultura marginal emerge em um texto poético assumidamente influenciado pelas histórias em quadrinhos".
Analisando as faixas do LP, Cavazotti conclui que todas são composições seriais, sendo que as duas mais antigas (a música-título, de 1972, e Sabor de Veneno, de 1973), baseiam-se em séries de oito e seis alturas, respectivamente. Barnabé só passa a usar o dodecafonismo a partir de 1974, tendo esta técnica sido empregada em todas as outras faixas.
Além dos músicos abaixo creditados, participaram de "Clara Crocodilo" (em faixas não especificadas): Félix Wagner (clarinete e clarinete contralto) e Roney Stella (trombone).
| Faixa | Título                | Duração | Compositores                                                                             | Músicos | Part. especial                                                   | Arranjo                                                    | Obs.                                                                     |
| ----- | --------------------- | ------- | ---------------------------------------------------------------------------------------- | --- | ---------------------------------------------------------------- | ---------------------------------------------------------- | ------------------------------------------------------------------------ |
| 1     | Acapulco Drive-In     | (4'30") | Arrigo Barnabé/Gilson Gibson/Otávio Fialho/Paulo Barnabé (música)/ Paulo Barnabé (letra) | Arrigo Barnabé (voz e sintetizador), Bozo Barretti (sintetizador, piano, piano Fender Rhodes, coro), Otávio Fialho (baixo elétrico, coro), Rogério (percussão), Suzana Salles (vocal), Vânia Bastos (vocal), Gi Gibson (guitarra), Otávio Fialho (baixo), Paulo Barnabé (bateria) | Tetê Espíndola (coro)                                            | Bozo Barretti/Gilson Gibson/Otávio Fialho/Paulo Barnabé    |                                                                          |
| 2     | Orgasmo Total         | (4'37") | Arrigo Barnabé                                                                           | Arrigo Barnabé (voz), Rogério (percussão), Suzana Salles (vocal) e Vânia Bastos (vocal), Gi Gibson (guitarra), Otávio Fialho (baixo), Paulo Barnabé (bateria) |                                                                  | Arrigo Barnabé                                             |                                                                          |
| 3     | Diversões Eletrônicas | (7'49") | Arrigo Barnabé/Regina Porto                                                              | Arrigo Barnabé (voz), Bozo Barretti (coro), Regina Porto (piano e piano Fender Rhodes), Rogério (percussão), Suzana Salles (vocal), Ubaldo Versolato (saxofone alto) e Vânia Bastos (vocal), Gi Gibson (guitarra), Otávio Fialho (baixo), Paulo Barnabé (bateria)                 | Eliana Estevão (coro), Passoca (coro) e Tetê Espíndola (coro)    | Arrigo Barnabé/Itamar Assumpção/Paulo Barnabé/Regina Porto | Vencedora do Festival Universitário da Canção (1979)                     |
| 4     | Instante              | (3'30") | Arrigo Barnabé                                                                           | Chico Guedes (clarinete e saxofone tenor), Mané Silveira (flauta e saxofone soprano), Rogério (percussão), Suzana Salles (vocal), Ubaldo Versolato (clarinete e saxofone alto) e Vânia Bastos (vocal)                                                                             | Marcelo Galberti (clarinete)                                     | Arrigo Barnabé                                             |                                                                          |
| 5     | Sabor de Veneno       | (2'31") | Arrigo Barnabé                                                                           | Arrigo Barnabé (voz, piano e percussão), Regina Porto (piano e piano Fender Rhodes), Rogério (percussão), Suzana Salles (vocal) e Vânia Bastos (vocal), Gi Gibson (guitarra), Otávio Fialho (baixo), Paulo Barnabé (bateria)                                                      | Tetê Espíndola (voz)                                             | Arrigo Barnabé/Tetê Espíndola                              | Canção participante do Festival 79 da TV Tupi (Prêmio de Melhor Arranjo) |
| 6     | Infortúnio            | (4'50") | Arrigo Barnabé                                                                           | Arrigo Barnabé (voz), Bozo Barretti (coro), Paulo Barnabé (bateria e percussão), Rogério (percussão), Suzana Salles (vocal) e Vânia Bastos (vocal), Gi Gibson (guitarra), Otávio Fialho (baixo)                                                                                   | Mário Manga (violoncelo), Passoca (coro) e Tetê Espíndola (coro) | Itamar Assumpção                                           |                                                                          |
| 7     | Office-Boy            | (6'59") | Arrigo Barnabé                                                                           | Arrigo Barnabé (voz), Rogério (percussão), Suzana Salles (vocal) e Vânia Bastos (vocal), Gi Gibson (guitarra), Otávio Fialho (baixo), Paulo Barnabé (bateria) | Tetê Espíndola (coro)                                            | Arrigo Barnabé                                             |                                                                          |
| 8     | Clara Crocodilo       | (7'21") | Arrigo Barnabé/Mário Lúcio Cortes (música)/ Arrigo Barnabé (letra)                       | Arrigo Barnabé (voz), Bozo Barretti (coro), Gi Gibson (guitarra e violão), Rogério (percussão), Suzana Salles (vocal) e Vânia Bastos (vocal), Otávio Fialho (baixo), Paulo Barnabé (bateria)                                                                                      | Eliana Estevão (coro), Gilberto Mifune (coro) e Passoca (coro)   | Arrigo Barnabé                                             |                                                                          |

## Em CD
"Clara Crocodilo" foi reeditado em CD em 1999, com outros músicos e cantores, a partir de gravações ao vivo efetuadas em fevereiro daquele ano no SESC Ipiranga, em São Paulo. Embora contenha as mesmas músicas do LP original, os títulos foram trocados, provavelmente por problemas com a editora que detinha os direitos de publicação.

## No Teatro
"Clara Crocodilo" teve sua versão teatral, "uma ópera rock à brasileira", com produção, direção e coreografia de Lala Deheinzelin. 